# Vahtang Balavadze
Vahtang Balavadze grúzul: ვახტანგ ბალავაძე, oroszul: Вахтанг Михайлович Балавадзе (Ganiri, 1927. november 20. – Tbiliszi, 2018. július 25.) olimpiai bronzérmes, világbajnok szovjet-grúz birkózó.

## Pályafutása
Az 1954-es tokiói világbajnokságon aranyérmes lett. Az 1956-os melbourne-i olimpián bronzérmet szerzett. Az 1957-es isztambuli világbajnokságon ismét aranyérmet nyert. Az 1959-es teheráni világbajnokságon ezüstérmes lett.

## Sikerei, díjai
- Olimpiai játékok – szabadfogás, 73 kg
  - bronzérmes: 1956, Melbourne
- Világbajnokság – szabadfogás, 73 kg
  - aranyérmes: 1954, 1957
  - ezüstérmes: 1959